# NGC 655
NGC 655 је лентикуларна галаксија у сазвежђу Кит која се налази на NGC листи објеката дубоког неба.
Деклинација објекта је - 13° 4' 57" а ректасцензија 1h 41m 55,1s. Привидна величина (магнитуда) објекта NGC 655 износи 14,0 а фотографска магнитуда 15,0. NGC 655 је још познат и под ознакама MCG -2-5-37, PGC 6262.